# Анслингер, Гарри
Гарри Джейкоб Анслингер (англ. Harry Jacob Anslinger; 20 мая 1892, Алтуна, Пенсильвания, США — 14 ноября 1975, там же) — один из лидеров мирового прогибиционистского движения, инициатор запрета на марихуану на уровне федерального законодательства США и Единой конвенции ООН 1961 года.

## Биография
Родился в городе Алтуна (Пенсильвания, США), в школьные годы работал по выходным в железнодорожной полиции. Согласно легенде, поклялся искоренить наркотики в США после того, как друг его юности погиб от курения опиума; однако нет никаких свидетельств о том, что он боролся с наркотиками до 1930 года. В начале своей карьеры, пришедшейся на годы «сухого закона», Анслингер прославился как непримиримый борец с контрабандой рома на Антильских островах. В 1926 году он был приглашен на службу в антиалкогольный отдел Министерства Финансов, а три года спустя стал заместителем комиссара по борьбе с алкоголем. Находясь на этом посту, он удивил коллег предложением ввести уголовные наказания не только для продавцов, но и для покупателей алкогольных напитков (полгода тюрьмы и 100 долл. штрафа на первый раз, от двух до пяти лет и до 50 000 долл. штрафа при рецидиве). Его проект не прошёл, но несколько лет спустя ему удалось добиться подобных наказаний для потребителей наркотиков.

## Федеральное бюро по наркотикам
В 1930 году, благодаря браку с племянницей секретаря Министерства финансов, Анслингер возглавил новообразованное Федеральное бюро по наркотикам, где проработал более тридцати лет, призывая правительство бить и наркоторговцев, и наркоманов «строгими законами, тщательным преследованием и неумолимым судом». Его деятельность ознаменовалась беспримерным ужесточением антинаркотического законодательства США и несколькими кампаниями по искоренению конопли — не только как наркосодержащего, но и как сельскохозяйственного растения. В итоге коноплеводство США было уничтожено как отрасль и до сих пор не оправилось от удара.
В середине 1930-х годов Федеральное бюро по наркотикам профинансировало первую антимарихуановую кампанию в американской прессе. Статьи об «ужасном галлюциногенном наркотике, быстро вызывающем привыкание, стимулирующем агрессивность и антисоциальное поведение», взбудоражили общество; большой резонанс имела статья самого Анслингера «Марихуана — убийца молодёжи». Результатом скандала стало включение марихуаны в список запрещенных интоксикантов и принятие закона о «Налоге на марихуану», который сделал коноплеводство в США экономически невыгодным. Все функции по контролю за соблюдением нового закона были переданы Федеральному бюро по наркотикам.
С тех пор Анслингер проводил аналогичные медиа-кампании каждые несколько лет. В 1943 году он ополчился на джазовых музыкантов, «сходящих с ума от марихуаны», в 1949 году объявил марихуану «оружием коммунистов, ослабляющим дух американской нации», а в конце 1950-х развернул массированную пропаганду в мировой прессе, которая во многом способствовала включению «растения каннабис» в Единую конвенцию ООН по наркотическим веществам. Судя по всему, Конвенция должна была стать итогом всей его жизни; однако новый президент США, Дж. Ф. Кеннеди, отказался её ратифицировать. В 1962 году Анслингер вышел в отставку по достижении предельного для государственных служащих 70-летнего возраста.
Через три года после смерти имя первого комиссара по наркотикам снова всплыло в прессе, но уже в несколько ином контексте. Журналистка Максин Чешир заявила, что знаменитый сенатор-антикоммунист Джозеф Маккарти много лет подряд был опийным наркоманом. Морфий для сенатора готовили в аптеке неподалёку от Белого дома «по личному поручению Гарри Анслингера».

## Примечание
1. ↑  Find a Grave (англ.) — Find a Grave, 1996.
2. ↑  Maxine Cheshire. Drugs and Washington, D.C. // Ladies Home Journal, December 1978. P. 62 и сл.